# Championnat de Chine de Formule 4
Le Championnat de Chine de Formule 4 est un championnat de course automobile utilisant des monoplaces de la catégorie Formule 4. Le championnat est encadré et certifié par la FIA.

## Histoire
Après les succès des premiers championnats de Formule 4 en 2014, le championnat chinois apparait en 2015. Le constructeur automobile français Mygale est choisi comme fournisseur du championnat. Le premier champion de la catégorie fut Julio Acosta pour Champ Motorsport. Le premier champion constructeur est en revanche  BlackArts Racing Team en 2017.

## Résultats en Compétitions

### Classement Pilote
| Saison  | Pilotes         | Ecuries                                   | Courses   | Poles | Victoires | Podiums | Meilleurs Tours | Points |
| ------- | --------------- | ----------------------------------------- | --------- | ----- | --------- | ------- | --------------- | ------ |
| 2015–16 | Julio Acosta    | Champ Motorsport                          | 8 sur 10  | 2     | 7         | 7       | 5               | 202    |
| 2016    | Bruno Carneiro  | UMC Utah Motorsports Campus               | 15 sur 15 | 1     | 8         | 14      | 7               | 302    |
| 2017    | Charles Leong   | BlackArts Racing Team                     | 17 sur 21 | 4     | 12        | 14      | 11              | 345    |
| 2018    | Jordan Dempsey  | Pinnacle Motorsport                       | 18 sur 21 | 3     | 8         | 15      | 14              | 320    |
| 2019    | Conrad Clark    | BlackArts Racing Team                     | 17 sur 17 | 3     | 12        | 16      | 10              | 379    |
| 2020    | He Zijian       | Smart Life Racing Team                    | 10 sur 10 | 1     | 2         | 7       | 4               | 193    |
| 2021    | Andy Chang      | Chengdu Tianfu International Circuit Team | 10 sur 10 | 1     | 1         | 9       | 2               | 254    |
| 2022    | Gerrard Xie     | Smart Life Racing Team                    | 14 sur 14 | 7     | 12        | 13      | 11              | 375    |
| 2023    | Tiago Rodrigues | Champ Motorsport                          | 20 sur 20 | 2     | 7         | 15      | 6               | 346    |
| 2024    | Oscar Pedersen  | Venom Motorsport                          | 18 sur 18 | 3     | 4         | 14      | 6               | 320    |

### Classement Constructeur
| Saison | Ecuries                                   | Poles | Victoires | Podiums | M/T | Points | Marge |
| ------ | ----------------------------------------- | ----- | --------- | ------- | --- | ------ | ----- |
| 2017   | BlackArts Racing Team                     | 4     | 15        | 29      | 12  | 685    | 259   |
| 2018   | BlackArts Racing Team                     | 3     | 8         | 18      | 5   | 478    | 143   |
| 2019   | BlackArts Racing Team                     | 3     | 12        | 20      | 10  | 479    | 2     |
| 2020   | LEO GEEKE Team                            | 0     | 0         | 6       | 0   | 211    | 12    |
| 2021   | Chengdu Tianfu International Circuit Team | 1     | 1         | 9       | 2   | 298    | 119   |
| 2022   | Smart Life Racing Team                    | 7     | 12        | 21      | 11  | 586    | 401   |
| 2023   | Champ Motorsport                          | 2     | 7         | 22      | 7   | 612    | 30    |
| 2024   | Black Blade Racing                        | 4     | 8         | 24      | 11  | 529    | 109   |

## Circuits
Les circuits en gras seront utilisé pour le championnat 2025
| Nombre | Circuits                                | Utilisation | Années                  |
| ------ | --------------------------------------- | ----------- | ----------------------- |
| 1      | Zhuhai International Circuit            | 15          | 2015–2021, 2023–2024    |
| 2      | Circuit International de Ningbo         | 12          | 2017–2019, 2021–present |
| 3      | Shanghai International Circuit          | 10          | 2015–2019, 2024         |
| 4      | Goldenport Park Circuit                 | 3           | 2015–2017               |
| 4      | Circuit de Chengdu Goldenport           | 3           | 2016–2018               |
| 4      | Guia Circuit                            | 3           | 2020–2022               |
| 7      | Pingtan Ruyi Lake International Circuit | 2           | 2022–2023               |
| 8      | Circuit urbain de Wuhan                 | 1           | 2018                    |
| 8      | Qinhuangdao Shougang Racing Valley      | 1           | 2019                    |
| 8      | Circuit International Chengdu Tianfu    | 1           | 2024                    |